# Bussière-Boffy
Bussière-Boffy är en kommun i departementet Haute-Vienne i regionen Nouvelle-Aquitaine i västra Frankrike. Kommunen ligger i kantonen Mézières-sur-Issoire som tillhör arrondissementet Bellac. År 2018 hade Bussière-Boffy 283 invånare.

## Befolkningsutveckling
Antalet invånare i kommunen Bussière-Boffy
| Referens: INSEE |